# Dietrich II. (Holland)

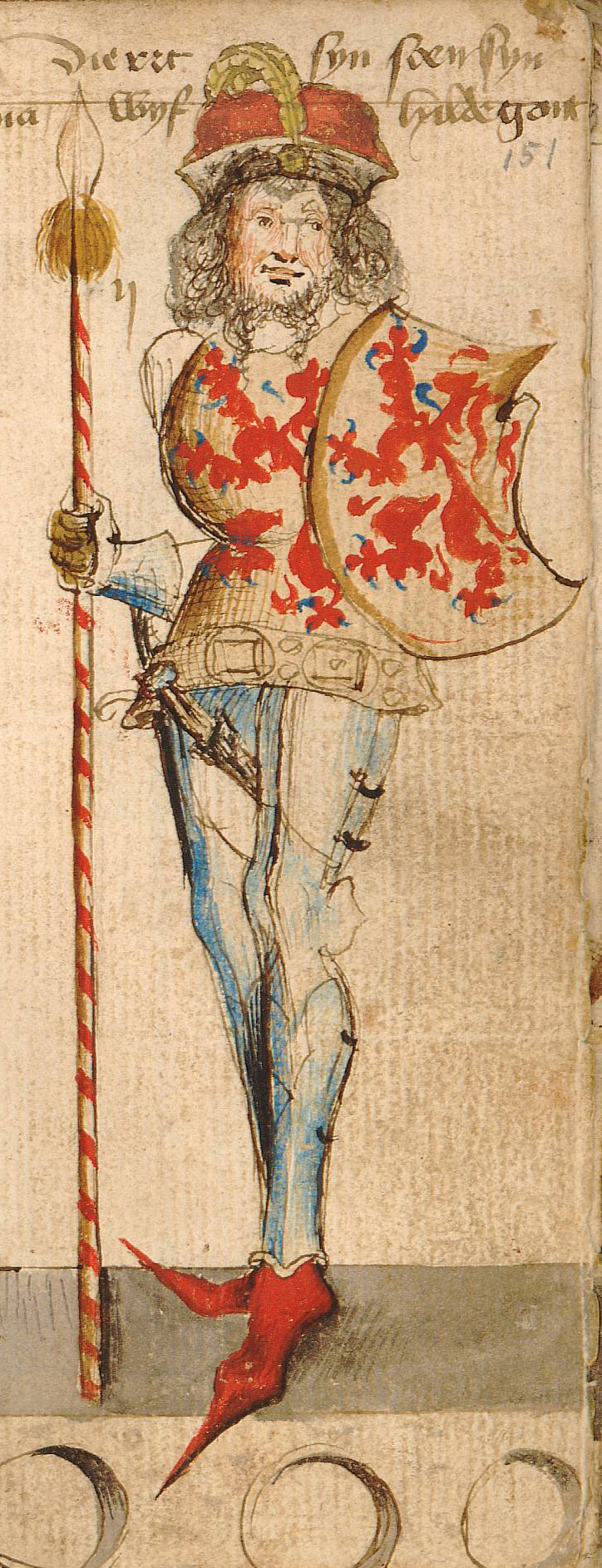
Dietrich II.

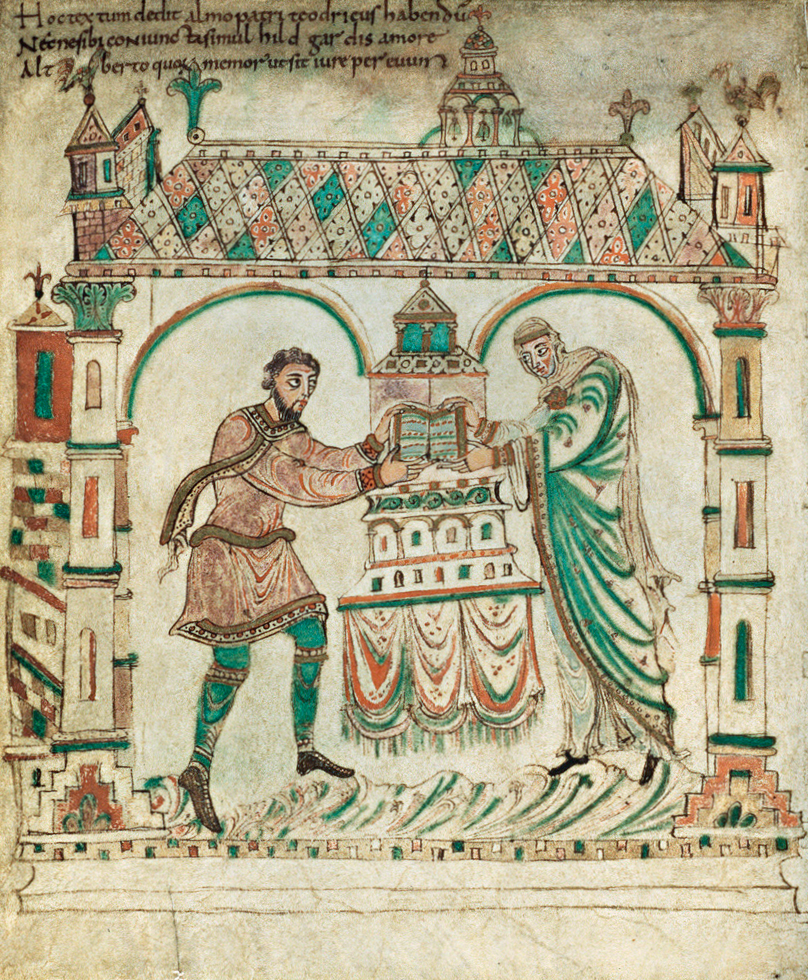
Koninklijke Bibliothek Den Haag, Hs. 76 F 1, fol. 214r: Stifterbild des Egmonter Evangeliars mit den den Codex haltenden Stiftern Dietrich und Hildegard am Altar der Klosterkirche

Dietrich II. (Dirk II.; † 6. Mai 988 in Egmond) war von 939 bis zu seinem Tod Graf von (West-)Friesland.
Umstritten war, ob er der Sohn oder Enkel von Graf Dietrich I. war. Man hat ihn lange Zeit als Sohn Dietrichs I. angesehen, geht aber heute davon aus, dass er dessen Enkel war. Tatsächlich war Dietrich noch sehr jung, als er 938 mit Hildegard von Flandern verlobt wurde, der Tochter des Grafen Arnulf I. von Flandern und der Adele von Vermandois. Die Ehe wurde 950 geschlossen, Kinder des Paares waren:
- Arnulf, 975 bezeugt, X 18. September 993, Graf von (West-)Friesland
- Egbert, † 8./9. Dezember, 976 Kanzler des Reiches, 977 Erzbischof von Trier
- Herlinde, Äbtissin von Egmond, dann von Bennebroek

Am 15. Juni 950 schenkte Dietrich der Stadt Egmond eine Kirche, die in Stein ausgeführt wurde. Vermutlich anlässlich der Weihe dieser Kirche stiftete er das aus dem 9. Jahrhundert stammende Evangeliar von Egmond, das er um 975 erworben hatte, und das heute als eines der wichtigsten Manuskripte des Hochmittelalters in den Niederlanden angesehen wird. Das Werk enthält alle vier Evangelien, zwei Miniaturen, die Dietrich und Hildegard darstellen, und die auf Anweisung Dietrich hinzugefügt wurden. Einige Historiker nehmen an, dass diese Miniaturen von der Hand ihres Sohnes Egbert stammen. Das Manuskript befindet sich heute in der königlich niederländischen Bibliothek.
Nach dem Tod seines Schwiegervaters († 27. März 965) war Dietrich der Vormund seines Neffen Arnulf II. von Flandern. Im gleichen Jahr eroberte er die Burg Gent und behielt danach die Grafschaft Gent bis zu seinem Tod in seinem Besitz. Am 25. August 985 erhielt er von König Otto III. Lehen an der unteren Maas, das Kennemerland und die Insel Texel. Dietrich, Hildegard sowie ihre Kinder Arnulf und Herlinde wurden im Kloster Egmond bestattet. Ihre Gräber wurden 1573 beim Aufstand der Geusen zerstört.